# Eustachio IV di Boulogne

Blasone della contea di Boulogne.

Eustachio di Boulogne, in francese Eustache IV de Boulogne ou Eustache IV de Blois (1130 circa – Bury St Edmunds, 17 agosto 1153) fu conte di Mortain dal 1135 e conte di Boulogne dal 1151 alla sua morte e fu erede del ducato di Normandia e del trono d'Inghilterra.

## Origine
Secondo il documento n° 508 del Regesta Regum Anglo-Normannorum, vol.III, Eustachio era il figlio secondogenito del conte di Mortain e futuro duca di Normandia e re d'Inghilterra, Stefano di Blois e della contessa di Boulogne, Matilde I, che, secondo la Genealogica comitum Buloniensium era l'unica figlia del conte di Boulogne, Eustachio III e della moglie, Maria di Scozia, che secondo il monaco e cronista inglese, Orderico Vitale, era sorella del re di Scozia, Edgardo di Scozia e figlia del re di Scozia, Malcolm III e della sua seconda moglie, Margherita del Wessex (Ungheria, 1045 – 16 novembre 1093), che secondo il The Chronicles of Florence of Worcester with two continuations era figlia del principe Edoardo (figlio del re d'Inghilterra, Edmondo II, che, secondo Orderico Vitale, discendeva da Alfredo il Grande e quindi dal primo re d'Inghilterra, Egberto del Wessex) e di Agata, che, sempre secondo il The Chronicles of Florence of Worcester with two continuations era nipote dell'imperatore del Sacro Romano Impero, Enrico II (daughter of the brother of Emperor Henry), mentre secondo la Chronica Albrici Monachi Trium Fontium era la sorella della regina d'Ungheria (Agatham regine Hunorem sororem), mentre per Orderico Vitale era figlia del re d'Ungheria; Margherita era la sorella di Edgardo Atheling, ultimo discendente del Casato dei Wessex e pretendente alla corona d'Inghilterra.
Stefano di Blois, sempre secondo Orderico Vitale, era il figlio maschio terzogenito del conte di Blois, di Chartres, di Châteaudun, di Tours, di Provins, di Sancerre e di Meaux, Stefano II, e di Adele d'Inghilterra (circa 1062 - 1137), che, sia secondo il monaco e cronista normanno Guglielmo di Jumièges, autore della sua Historiæ Normannorum Scriptores Antiqui, che secondo il cronista e monaco benedettino dell'abbazia di Malmesbury, nel Wiltshire (Wessex), Guglielmo di Malmesbury e Orderico Vitale, ed ancora il cronista e monaco benedettino inglese, Matteo di Parigi, era figlia del duca di Normandia e re d'Inghilterra, Guglielmo il Conquistatore, e di Matilde delle Fiandre (1032 - 1083), che, secondo la Genealogica Comitum Flandriæ Bertiniana, era figlia di Baldovino V, conte delle Fiandre, e della sorella del re di Francia, Enrico I, Adele di Francia, che secondo la Genealogiæ Scriptoris Fusniacensis era figlia del re di Francia, Roberto II, detto il Pio.
Inoltre Eustachio era nipote dei primi due re di Gerusalemme, Goffredo di Buglione e Baldovino I di Gerusalemme, fratelli del nonno materno, Eustachio III.

## Biografia
Nel 1125, dopo il matrimonio dei suoi genitori (matrimonio che era stato sponsorizzato dal re d'Inghilterra, Enrico Beauclerc), il nonno materno, Eustachio III abdicò a favore della figlia e si fece monaco a Rumilly, dipendenza del priorato di St-Pierre, come ci viene confermato dal documento n° 3984 del Recueil des chartes de l'abbaye de Cluny. Tome 5, datato 1225 inerente ad una donazione di Eustachio, in cui si definisce conte di Boulogne in passato ed ora monaco cluniacense (Eustachius olim comes Boloniensis nunc autem, disponente Deo, monachus Cluniacensis) e viene controfirmata dal genero, Stefano, come conte di Boulogne e dalla figlia, Matilde, come contessa di Boulogne. Sua madre, Matilde oltre alla contea di Boulogne ereditò anche i feudi inglesi del padre, nell'Essex.
Alla morte del re d'Inghilterra, Enrico I Beauclerc, suo padre, Stefano, il giorno di Natale del 1135, fu incoronato re nell'abbazia di Westminster, impossessandosi del trono di cui era erede sua cugina Matilde, detta l'Imperatrice e alla quale aveva giurato fedeltà; anche sua madre Matilde fu incoronata regina consorte d'Inghilterra nell'abbazia di Westminster il 22 marzo 1136.
Eustachio, pur essendo il figlio secondogenito, in quello stesso anno ricevette dal padre la contea di Mortain in Normandia, in quanto
il primogenito, Baldovino (1126 - † 1135, era già morto; il documento n° 508 del Regesta Regum Anglo-Normannorum, vol.III, conferma che, nel 1139, Baldovino era già morto.
Nel 1137, secondo il cronista e monaco benedettino inglese, Matteo di Parigi, Eustachio, quale erede al ducato di Normandia rese omaggio al re di Francia, Luigi VII.
Nel 1140, sua madre, Matilde di Boulogne, stabilendo un'alleanza col regno di Francia, riuscì a combinare il matrimonio tra Eustachio e la sorella del re di Francia, Luigi VII, Costanza, figlia del re di Francia, Luigi VI detto il Grosso e della seconda moglie, Adelaide di Moriana, figlia di Umberto II(1065 – 1103), conte di Savoia, detto il Rinforzato, e di Gisella o Giselda di Borgogna, figlia del conte di Borgogna e conte di Mâcon, Guglielmo I. Il matrimonio viene confermato sia dalla Genealogiæ Scriptoris Fusniacensis che da Matteo di Parigi, e fu celebrato a Parigi, in febbraio, con la partecipazione di sua madre, Matilde.
Nel 1144, suo padre Stefano, perse definitivamente la Normandia, conquistata dal marito dell'imperatrice Matilde Goffredo Plantageneto, conte d'Angiò, che venne riconosciuto anche duca di Normandia.
Nel 1151, Eustachio, per l'abdicazione di sua madre, Matilde di Boulogne divenne il conte di Boulogne, Eustachio IV.
Sempre, nel 1151, nel mese di giugno, Eustachio IV, alleatosi col cognato, Luigi VII, attaccò il Caux (la zona dell'Alta Normandia compresa tra la Senna ed il mare), dove riuscirono a sconfiggere il nuovo duca di Normandia, Enrico II Plantageneto e proseguendo nella loro azione, in luglio, giunsero a Sées, che fu messa a fuoco.
Nel mese di agosto, mentre si preparavano a rientrare in Normandia con un nuovo e più grande esercito, Luigi VII si ammalò e le operazioni furono sospese. La pace che seguì non portò nulla ad Eustachio.
Prima nel 1151 e poi nel 1152, suo padre Stefano chiese inutilmente all'arcivescovo di Canterbury, Tebaldo di Bec, ed anche ad altri vescovi di poter incoronare Eustachio, suo figlio primogenito e suo erede al trono inglese, ma entrambe le volte l'incoronazione fu rifiutata, con la scusa che il papa Anastasio IV era contrario.
Nel 1152, Eustachio ancora una volta accorse a sostenere il re di Francia, nella sua lotta contro Enrico II Plantageneto, duca di Normandia e conte d'Angiò, ma anche questa volta il re Luigi VII, non riuscì a sconfiggere Enrico ed in agosto accettò una tregua, che permise ad Enrico di portare la guerra in Inghilterra contro il padre di Eustachio, il re Stefano; e poco dopo fu conclusa una tregua, non molto apprezzata dal figlio ed erede di Stefano, Eustachio.
Eustachio, morì all'improvviso, a Bury St Edmunds, nell'agosto del 1153, come ci conferma lo storico normanno, priore dell'abbazia di Bec e sedicesimo abate di Mont-Saint-Michel, Roberto di Torigni e fu tumulato accanto alla madre, nell'abbazia cluniacense di Faversham (Kent), fatta costruire dalla madre, alcuni anni prima, e dove presto fu raggiunto dal padre, Stefano, che dopo la morte di Eustachio aveva riconosciuto Enrico Plantageneto come suo erede al trono d'Inghilterra.
nella contea di Boulogne, gli succedette il fratello, Guglielmo, come Guglielmo I.
Nelle cronache anglo-sassoni Peterborough Chronicle, Eustachio fu descritto come uomo dal brutto carattere (definito un uomo cattivo che fece molti danni).

## Discendenza
Da Costanza, Eustachio non ebbe figli.
Da una donna di cui non si conosce il nome, Eustachio ebbe una figlia illegittima:
- Eustachia.

## Ascendenza
|                                  |                                 |                                                   | Genitori                                 |  |  | Nonni |  |  | Bisnonni                                   |  |  | Trisnonni                                |  |
|                                  |                                 |                                                   |                                          |  |  |       |  |  | Tebaldo III, conte di Blois e di Champagne |  |  | Oddone II, conte di Blois e di Champagne |  |
|                                  |                                 |                                                   |                                          |  |  |       |  |  | Tebaldo III, conte di Blois e di Champagne |  |  | Oddone II, conte di Blois e di Champagne |  |
|                                  |                                 | Ermengarda d'Alvernia                             |                                          |  |  |       |  |  | Tebaldo III, conte di Blois e di Champagne |  |  |                                          |  |
| Stefano II, conte di Blois       |                                 |                                                   |                                          |  |  |       |  |  | Tebaldo III, conte di Blois e di Champagne |  |  |                                          |  |
|                                  |                                 | Gersenda del Maine                                | Eriberto I, conte del Maine              |  |  |       |  |  |                                            |  |  |                                          |  |
|                                  |                                 | Gersenda del Maine                                | Eriberto I, conte del Maine              |  |  |       |  |  |                                            |  |  |                                          |  |
|                                  |                                 | Gersenda del Maine                                | …                                        |  |  |       |  |  |                                            |  |  |                                          |  |
| Stefano, re d'Inghilterra        |                                 | Gersenda del Maine                                |                                          |  |  |       |  |  |                                            |  |  |                                          |  |
|                                  |                                 | Guglielmo I, re d'Inghilterra e duca di Normandia | Roberto I, duca di Normandia             |  |  |       |  |  |                                            |  |  |                                          |  |
|                                  |                                 | Guglielmo I, re d'Inghilterra e duca di Normandia | Roberto I, duca di Normandia             |  |  |       |  |  |                                            |  |  |                                          |  |
|                                  |                                 | Guglielmo I, re d'Inghilterra e duca di Normandia | Herleva di Falaise                       |  |  |       |  |  |                                            |  |  |                                          |  |
| Adele d'Inghilterra              |                                 | Guglielmo I, re d'Inghilterra e duca di Normandia |                                          |  |  |       |  |  |                                            |  |  |                                          |  |
|                                  |                                 | Matilde di Fiandra                                | Baldovino V, conte di Fiandra e d'Artois |  |  |       |  |  |                                            |  |  |                                          |  |
|                                  |                                 | Matilde di Fiandra                                | Baldovino V, conte di Fiandra e d'Artois |  |  |       |  |  |                                            |  |  |                                          |  |
|                                  |                                 | Matilde di Fiandra                                | Adele di Francia                         |  |  |       |  |  |                                            |  |  |                                          |  |
| Eustachio IV, conte di Boulogne  |                                 | Matilde di Fiandra                                |                                          |  |  |       |  |  |                                            |  |  |                                          |  |
|                                  | Eustachio II, conte di Boulogne | Eustachio I, conte di Boulogne                    |                                          |  |  |       |  |  |                                            |  |  |                                          |  |
|                                  | Eustachio II, conte di Boulogne | Eustachio I, conte di Boulogne                    |                                          |  |  |       |  |  |                                            |  |  |                                          |  |
|                                  | Eustachio II, conte di Boulogne | Matilde di Lovanio                                |                                          |  |  |       |  |  |                                            |  |  |                                          |  |
| Eustachio III, conte di Boulogne | Eustachio II, conte di Boulogne |                                                   |                                          |  |  |       |  |  |                                            |  |  |                                          |  |
|                                  |                                 | Ida di Lorena                                     | Goffredo III, duca di Lorena             |  |  |       |  |  |                                            |  |  |                                          |  |
|                                  |                                 | Ida di Lorena                                     | Goffredo III, duca di Lorena             |  |  |       |  |  |                                            |  |  |                                          |  |
|                                  |                                 | Ida di Lorena                                     | Doda di Rethel                           |  |  |       |  |  |                                            |  |  |                                          |  |
| Matilde, contessa di Boulogne    |                                 | Ida di Lorena                                     |                                          |  |  |       |  |  |                                            |  |  |                                          |  |
|                                  |                                 | Malcolm III, re di Scozia                         | Duncan I, re di Scozia                   |  |  |       |  |  |                                            |  |  |                                          |  |
|                                  |                                 | Malcolm III, re di Scozia                         | Duncan I, re di Scozia                   |  |  |       |  |  |                                            |  |  |                                          |  |
|                                  |                                 | Malcolm III, re di Scozia                         | Suthen                                   |  |  |       |  |  |                                            |  |  |                                          |  |
| Maria di Scozia                  |                                 | Malcolm III, re di Scozia                         |                                          |  |  |       |  |  |                                            |  |  |                                          |  |
|                                  |                                 | Margherita d'Inghilterra                          | Edoardo d'Inghilterra                    |  |  |       |  |  |                                            |  |  |                                          |  |
|                                  |                                 | Margherita d'Inghilterra                          | Edoardo d'Inghilterra                    |  |  |       |  |  |                                            |  |  |                                          |  |
|                                  |                                 | Margherita d'Inghilterra                          | Agata di Kiev                            |  |  |       |  |  |                                            |  |  |                                          |  |
|                                  |                                 | Margherita d'Inghilterra                          |                                          |  |  |       |  |  |                                            |  |  |                                          |  |

### Fonti primarie
- (LA)  The Historical Works of Gervase of Canterbury, Vol. I.
- (LA)  Recueil des chartes de l'abbaye de Cluny, Tome V.
- (LA)  Regesta Regum Anglo-Normannorum, vol.III'.
- (LA)  Chronique de Robert de Torigni, abbé du Mont-Saint-Michel, vol I.
- (LA)  Matthæi Parisiensis, monachi Sancti Albani, Chronica majora, vol I.
- (LA)  Matthæi Parisiensis, monachi Sancti Albani, Chronica majora, vol II.
- (LA)  Florentii Wigorniensis Monachi Chronicon, Tomus II Continuatio.
- (EN)  The Chronicles of Florence of Worcester with two continuations.
- (LA)  Monumenta Germaniae Historica, Scriptores, tomus IX.
- (LA)  Monumenta Germaniae Historica, Scriptores, tomus XIII.
- (LA)  Monumenta Germaniae Historica, Scriptores, tomus XXIII.
- (LA)  Ordericus Vitalis, Historia Ecclesiastica, vol. II.
- (LA)  Ordericus Vitalis, Historia Ecclesiastica, vol. unicum.
- (LA)  Ordericus Vitalis, Historia Ecclesiastica, vol. III.
- (EN)  Chronicle of the Kings of England: From the Earliest Period to the Reign, of king William's children.
- (LA)  Historiæ Normannorum Scriptores Antiqui.

### Letteratura storiografica
- Louis Alphen, "La Francia: Luigi VI e Luigi VII (1108-1180)", cap. XVII, vol. V (Il trionfo del papato e lo sviluppo comunale) della Storia del mondo medievale, 1999, pp. 705–739
- William John Corbett, "Inghilterra, 1087-1154", cap. II, vol. VI (Declino dell'impero e del papato e sviluppo degli stati nazionali) della Storia del Mondo Medievale, 1999, pp. 56–98.